# Сурат Тани
Сурат Тани е една от 76-те провинции на Тайланд. Столицата ѝ е едноименния град Сурат Тани. Населението на провинцията е 990 592 жители (2009 г. – 21-ва по население), а площта 12 891,5 кв. км (6-а по площ). Намира се в часова зона UTC+7. Разделена е на 19 района, които са разделени на 131 общини и 1028 села.